# Dullu
Dullu (Nepali दुल्लुDullu) ist eine Stadt (Munizipalität) im westlichen Nepal im Distrikt Dailekh in der Provinz Karnali. 

## Geschichte
Die Stadt entstand 2014 durch Zusammenlegung der Village Development Committees Badalamji, Dullu, Naule Katuwal, Nepa, Paduka und Pusakot Chiudi. Das Stadtgebiet umfasste zu diesem Zeitpunkt 112,2 km².
Im Zuge der Neustrukturierung der lokalen Ebene und der Schaffung der Gaunpalikas (Landgemeinden) durch Zusammenlegung und Abschaffung der Village Development Committees am 10. März 2017 wurden zusätzlich  die VDC Malika, Gamaudi, Kalbhairav und Gauri eingemeindet. Das Stadtgebiet erhöhte sich dadurch auf 156,77 km²

## Einwohner
Bei der Volkszählung 2011 hatten die VDCs, aus welchen die Stadt Dullu entstand, 30.457 Einwohner (davon 14.819 männlich) in 5861 Haushalten. Durch die Eingemeindungen im Jahr 2017 erhöhte sich die Einwohnerzahl auf 41.540 Einwohner.